# Dana Delany
Dana Delany, nome completo Dana Welles Delany (New York, 13 marzo 1956), è un'attrice statunitense, nota al grande pubblico soprattutto per i due ruoli che l'hanno portata a vincere l'Emmy Award: Colleen McMurphy in China Beach (per il quale ha ricevuto altre due candidature per gli Emmy oltre ad altre due per il Golden Globe) e Katherine Mayfair in Desperate Housewives.

## Biografia
Nata a New York, dopo essere cresciuta a Stamford, nel Connecticut, frequenta la Phillips Academy ad Andover, Massachusetts, e poi la Wesleyan University.
Esordisce sul grande schermo nel 1981 nel film Un'ombra nel buio. Grazie al successo ottenuto con la serie televisiva China Beach, partecipa a numerosi film come Lo spacciatore (1992), Moglie a sorpresa (1992), Tombstone (1993), e L'incredibile volo (1996), oltre che in alcuni film per la TV come Una casa per i Willis (1991).
Nel 1988 partecipa ai film Omicidi di classe e Ad occhi aperti, mentre tra il 1996 e il 1999 presta la voce al personaggio di Lois Lane nelle serie animate Superman e Justice League. Nel 1993 è Andrea Beaumont in Batman: La maschera del Fantasma. Nel 2006 prende parte alla serie televisiva Kidnapped. Ritrova il successo grazie al ruolo di Katherine Mayfair in Desperate Housewives. È comparsa negli episodi 17 e 18 della seconda stagione di Castle nel ruolo dell'agente speciale Jordan Shaw.
Dal 2010, per tre stagioni, è protagonista della serie televisiva Body of Proof, nel ruolo del medico legale Megan Hunt.

## Filmografia

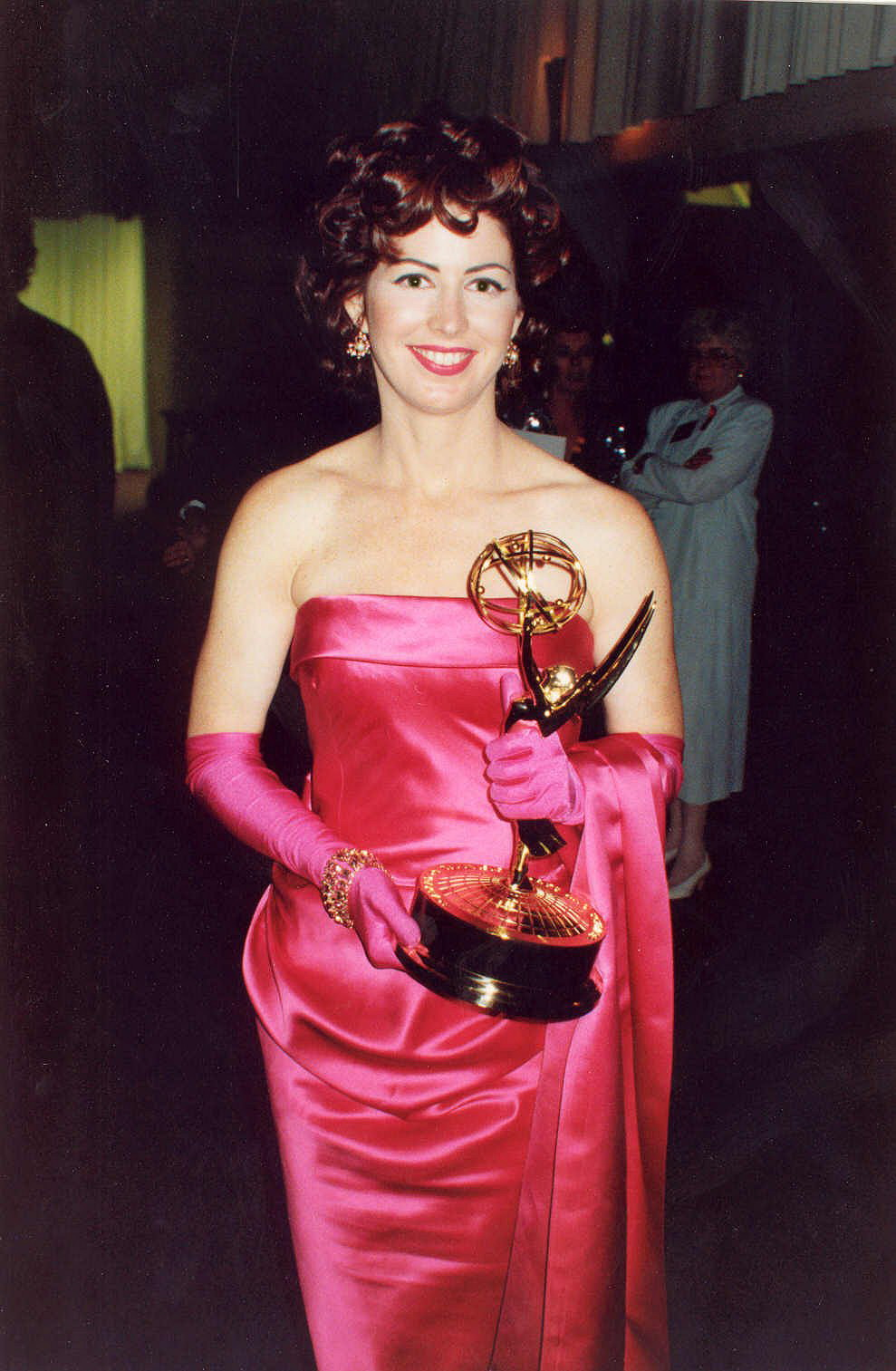
Dana Delany agli Emmy del 1992

### Attrice

#### Cinema
- Un'ombra nel buio (The Fan), regia di Ed Bianchi (1981)
- In due si litiga meglio (Almost You), regia di Adam Brooks (1985)
- Là dove il fiume è nero (Where the River Runs Black), regia di Christopher Cain (1986)
- Masquerade, regia di Bob Swaim (1988)
- Patty - La vera storia di Patty Hearst (Patty Hearst), regia di Paul Schrader (1988)
- Il dittatore del Parador in arte Jack (Moon Over Parador), regia di Paul Mazursky (1988)
- Lo spacciatore (Light Sleeper), regia di Paul Schrader (1992)
- Moglie a sorpresa (HouseSitter), regia di Frank Oz (1992)
- Tombstone, regia di George Pan Cosmatos (1993)
- Exit to Eden, regia di Garry Marshall (1994)
- Live Nude Girls, regia di Julianna Lavin (1995)
- L'incredibile volo (Fly Away Home), regia di Carroll Ballard (1996)
- Omicidi di classe (Dead Man's Curve), regia di Dan Rosen (1998)
- Ad occhi aperti (Wide Awake), regia di M. Night Shyamalan (1998)
- The Outfitters, regia di Reverge Anselmo (1999)
- Tentazione pericolosa (The Right Temptation), regia di Lyndon Chubbuck (2000)
- Mother Ghost, regia di Rich Thorne (2002)
- Spin, regia di James Redford (2003)
- Route 30, regia di John Putch (2007)
- A Beautiful Life, regia di Alejandro Chomski (2008)
- Freelancers, regia di Jessy Terrero (2012)

#### Televisione
- I Ryan (Ryan's Hope) – serie TV, 1 episodio (1978)
- Così gira il mondo (As the World Turns) – serie TV, 1 episodio (1981)
- The Streets, regia di Gary Sherman – film TV (1984)
- Tre per un amore (Threesome), regia di Lou Antonio – film TV (1984)
- Moonlighting – serie TV, 1 episodio (1985)
- A Winner Never Quits, regia di Mel Damski – film TV (1986)
- Liberty, regia di Richard C. Sarafian – miniserie TV (1986)
- Magnum, P.I. – serie TV, 2 episodi (1986-1987)
- Sweet Surrender – serie TV, 6 episodi (1987)
- In famiglia e con gli amici (Thirtysomething) – serie TV, 1 episodio (1988)
- China Beach – serie TV, 61 episodi (1988-1991)
- Una casa per i Willis (A Promise to Keep), regia di Rod Holcomb – film TV (1990)
- Cin cin (Cheers) – serie TV, episodio 11x11 (1992)
- The Larry Sanders Show – serie TV, 3 episodi (1992-1997)
- Wild Palms, regia di Keith Gordon, Kathryn Bigelow, Peter Hewitt e Phil Joanou – miniserie TV (1993)
- Un poliziotto scomodo (Donato and Daughter), regia di Rod Holcomb – film TV (1993)
- Nemico all'interno (The Enemy Within), regia di Jonathan Darby – film TV (1994)
- Fallen Angels – serie TV, 1 episodio (1995)
- Scelte del cuore (Choices of the Heart: The Margaret Sanger Story), regia di Paul Shapiro – film TV (1995)
- For Hope, regia di Bob Saget – film TV (1996)
- Wing Commander Academy – serie TV, 1 episodio (1996)
- True Women - Oltre i confini del west (True Women), regia di Karen Arthur – miniserie TV (1997)
- Spy Game – serie TV, 1 episodio (1997)
- Un miracolo anche per me (The Patron Saint of Liars), regia di Stephen Gyllenhaal – film TV (1998)
- Rescuers: Stories of Courage: Two Couples, regia di Tim Hunter e Lynne Littman – film TV (1998)
- Resurrection, regia di Stephen Gyllenhaal – film TV (1999)
- US Cop - Uno sporco affare (Sirens), regia di John Sacret Young – film TV (1999)
- Men in Black: The Series – serie TV, 1 episodio (1999)
- Shake, Rattle and Roll: An American Love Story, regia di Mike Robe – film TV (1999)
- In tribunale con Lynn (Family Law) – serie TV, 1 episodio (2001)
- Una vita in pericolo (Final Jeopardy), regia di Nick Gomez – film TV (2001)
- Pasadena – serie TV, 13 episodi (2001-2002)
- Conviction Kevin, regia di Rodney Sullivan – film TV (2002)
- Presidio Med – serie TV, 14 episodi (2002-2003)
- Gli ultimi ricordi (A Time to Remember), regia di John Putch – film TV (2003)
- Baby for Sale, regia di Peter Svatek – film TV (2004)
- Law & Order - Unità vittime speciali (Law & Order: Special Victims Unit) – serie TV, episodio 6x03 (2004)
- Boston Legal – serie TV, 1 episodio (2004)
- Kojak – serie TV, 2 episodi (2005)
- Related – serie TV, 2 episodi (2005-2006)
- The L Word – serie TV, episodio 3x04 (2006)
- Battlestar Galactica – serie TV, 1 episodio (2006)
- Kidnapped – serie TV, 13 episodi (2006-2007)
- Desperate Housewives – serie TV, 65 episodi (2007-2012) – Katherine Mayfair
- Castle – serie TV, episodi 2x17-2x18 (2010)
- Body of Proof – serie TV, 42 episodi (2011-2013)
- Body of Proof Webisodes, regia di Mattio Martinez – miniserie TV (2012)
- Hand of God – serie TV, 20 episodi (2014-2017)
- The Code – serie TV, 12 episodi (2019)
- Tulsa King – serie TV (2022-in corso)

### Doppiatrice
- Batman: La maschera del Fantasma (Batman: Mask of the Phantasm), regia di Eric Radomski e Bruce Timm (1993)
- Superman - L'ultimo figlio di Krypton (Superman: The Last Son of Krypton), regia di Curt Geda e Scott Jeralds (1996)
- Superman (Superman) - serie TV, 44 episodi (1996-2000)
- Duckman: Private Dick/Family Man - serie TV, 1 episodio (1997)
- Batman e Superman - I due supereroi (The Batman Superman Movie: World's Finest), regia di Toshihiko Masuda - film TV (1998)
- Justice League - serie TV, 7 episodi (2002-2005)
- Superman: Brainiac Attacks (The Batman Superman Movie: World's Finest), regia di Curt Geda - film TV (2006)
- The Batman - serie TV, 2 episodi (2007)
- Batman: The Brave and the Bold - serie TV, 1 episodio (2010)
- Firebreather, regia di Peter Chung - film TV (2010)
- Justice League: The Flashpoint Paradox, regia di Jay Oliva - film TV (2013)

## Riconoscimenti
- Premio Emmy
  - 1989 – Miglior attrice protagonista in una serie drammatica per China Beach
  - 1992 – Miglior attrice protagonista in una serie drammatica per China Beach

## Doppiatrici italiane
Nelle versioni in italiano delle opere in cui ha recitato, Dana Delany è stata doppiata da:
- Roberta Greganti in Moonlighting, Desperate Housewives, Castle, Body of Proof, Hand of God, Bull, The Code
- Pinella Dragani in China Beach, Law & Order - Unità vittime speciali
- Paola Bonomi in In due si litiga meglio
- Stefanella Marrama in Il dittatore del Parador in arte Jack
- Isabella Pasanisi in Moglie a sorpresa
- Emanuela Rossi in Tombstone
- Cristina Boraschi in L'Incredibile volo
- Patrizia Salmoiraghi in Omicidi di classe
- Chiara Salerno in Freelancers
- Anna Cesareni in U.S. Cop - Uno sporco affare
- Liliana Sorrentino in Una vita in pericolo
- Cinzia De Carolis in Battlestar Galactica
- Anna Cugini in Kidnapped
- Stella Gasparri in Tulsa King
- Stella Musy in Mayans M.C.

Da doppiatrice è sostituita da:
- Roberta Greganti in Superman, Batman e Superman - I due supereroi (ridoppiaggo TV)
- Roberta Pellini in Batman - La maschera del fantasma
- Daniela Trapelli in Batman e Superman - I due supereroi